# Super Bowl XXXI
O Super Bowl XXXI, disputado em 26 de janeiro de 1997 em Nova Orleães, Luisiana, Estados Unidos, foi a decisão da temporada de 1996 da NFL decidido entre o vencedor da AFC, New England Patriots, contra o vencedor da NFC, Green Bay Packers. O Packers derrotou o Patriots por 35-21, ganhando pela terceira vitória vez o Super Bowl e a primeira desde o Super Bowl II. O Packers também estendeu seu recorde da liga para o maior número de campeonatos da NFL para 12. Foi também o último em uma série de 13 vitórias consecutivas no Super Bowl da NFC sobre a AFC.
Este Super Bowl apresentou dois times que recentemente voltaram à competitividade. Depois de 24 temporadas ruins desde a saída de Vince Lombardi, a sorte do Packers mudou depois que o técnico Mike Holmgren e o quarterback Brett Favre se juntaram ao time em 1992. Depois de quatro temporadas perdidas, a ascensão do Patriots começou em 1993, quando Bill Parcells foi contratado como técnico principal, e a equipe contratou o quarterback Drew Bledsoe. Sob seus respectivos treinadores e quarterbacks, o Green Bay alcançou uma campanha de 13–3 na temporada regular da NFC em 1996, enquanto o New England avançou para seu segundo Super Bowl depois de registrar uma campanha de 11–5.
O jogo começou com os times combinando 24 pontos no primeiro quarto, o máximo na história do Super Bowl. O Packers marcou 17 pontos sem resposta no segundo quarto, incluindo o passe de Favre para touchdown de 81 jardas no então recorde do Super Bowl para o wide receiver Antonio Freeman. No terceiro quarto, o Patriots reduziram a vantagem para 27-21 após o touchdown do running back de Curtis Martin de 18 jardas. Mas no pontapé inicial que se seguiu, Desmond Howard devolveu a bola para um touchdown de 99 jardas. O placar acabou sendo o último, com as defesas de ambas as equipes dominando o restante da partida. Howard se tornou o primeiro jogador de times especiais a ser nomeado MVP do Super Bowl. Ele ganhou um total de 154 jardas de retorno de kickoff e também registrou um recorde do Super Bowl de 90 jardas de retorno de punt, empatando assim os recordes do então Super Bowl de jardas de retorno total (244) e jardas líquidas combinadas ganhas (244).
Esta foi a primeira transmissão do Super Bowl pela Fox em seu primeiro contrato para transmitir jogos da NFL. Por uma grande margem, foi o programa de maior audiência na história da rede na época.

## Escolha da sede
Os proprietários da NFL premiaram o Super Bowl XXXI em New Orleans durante o encontro de 26 de outubro de 1993 em Chicago. Esta foi a oitava vez que Nova Orleans sediou o jogo.

## Entretenimento

### Cerimônias antes do jogo
O show pré-jogo apresentou Los del Río, que executou seu hit "Macarena", a mania da dança que se tornou um hit mundial de verão em 1996. A cantora e compositora country Mary Chapin Carpenter e o grupo musical BeauSoleil também apareceram cantando o hit de Carpenter "No Twist and Shout".
O cantor de R&B Luther Vandross posteriormente cantou o hino nacional, e a Miss Louisiana 1996 Erika Schwarz Wright executou a língua de sinais para o hino nacional.
A cerimônia de cara ou coroa contou com os treinadores vencedores do Super Bowl que estiveram em Nova Orleans: Hank Stram (Super Bowl IV), Tom Landry (Super Bowl VI , Super Bowl XII), Chuck Noll (Super Bowl IX), Tom Flores (Super Bowl XV), Mike Ditka (Super Bowl XX) e George Seifert (Super Bowl XXIV). Hank Stram teve a honra de fazer o lance da moeda.

### Show do intervalo
O show do intervalo foi intitulado "Blues Brothers Bash" e contou com os atores Dan Aykroyd, John Goodman e Jim Belushi como The Blues Brothers. O show teve destaque para o blues e também teve apresentações da banda de rock ZZ Top e do cantor James Brown.

## Resumo do jogo
| \| \| 1 \| 2 \| 3 \| 4 \| Total \| \| -------------- \| -- \| -- \| - \| - \| ----- \| \| Patriots (AFC) \| 14 \| 0 \| 7 \| 0 \| 21 \| \| Packers (NFC) \| 10 \| 17 \| 8 \| 0 \| 35 \| no Louisiana Superdome, Nova Orleães, Luisiana - Data: 26 de janeiro de 1997 - Horário do jogo: 5:25 p.m. UTC−05:00 - Clima do jogo: 67 °F (19 °C) - Público: 72.301 - Árbitro: Gerald Austin - TV: FOX |    |    |   |   |       |
| | 1  | 2  | 3 | 4 | Total |
| Patriots (AFC) | 14 | 0  | 7 | 0 | 21    |
| Packers (NFC) | 10 | 17 | 8 | 0 | 35    |

|                | 1  | 2  | 3 | 4 | Total |
| -------------- | -- | -- | - | - | ----- |
| Patriots (AFC) | 14 | 0  | 7 | 0 | 21    |
| Packers (NFC)  | 10 | 17 | 8 | 0 | 35    |

| Resumo da pontuação | Resumo da pontuação | Resumo da pontuação | Resumo da pontuação | Resumo da pontuação | Resumo da pontuação | Resumo da pontuação | Resumo da pontuação | Resumo da pontuação |
| Quarto              | Tempo               | Campanha            | Campanha            | Campanha            | Equipe              | Informações da pontuação                                                                                                   | Placar              | Placar              |
| Quarto              | Tempo               | Jogadas             | Jardas              | TDP                 | Equipe              | Informações da pontuação                                                                                                   | NE                  | GB                  |
| ------------------- | ------------------- | ------------------- | ------------------- | ------------------- | ------------------- | --- | ------------------- | ------------------- |
| 1                   | 11:28               | 2                   | 55                  | 0:51                | GB                  | Passe de 54 jardas de Brett Favre para recepção de touchdown de Andre Rison, Chris Jacke acerta o chute de ponto extra     | 0                   | 7                   |
| 1                   | 8:42                | 4                   | 9                   | 1:58                | GB                  | Field Goal de 37 jardas de Chris Jacke                                                                                     | 0                   | 10                  |
| 1                   | 6:35                | 6                   | 79                  | 2:07                | NE                  | Passe de 1 jarda de Drew Bledsoe para recepção de touchdown de Keith Byars, Adam Vinatieri acerta o chute de ponto extra   | 7                   | 10                  |
| 1                   | 2:33                | 4                   | 57                  | 2:11                | NE                  | Passe de 4 jardas de Drew Bledsoe para recepção de touchdown de Ben Coates, Adam Vinatieri acerta o chute de ponto extra   | 3                   | 7                   |
|                     |                     |                     |                     |                     |                     | |                     |                     |
| 2                   | 14:04               | 1                   | 81                  | 0:10                | GB                  | Passe de 81 jardas de Brett Favre para recepção de touchdown de Antonio Freeman, Chris Jacke acerta o chute de ponto extra | 14                  | 17                  |
| 2                   | 8:15                | 8                   | 33                  | 2:58                | GB                  | Field Goal de 31 jardas de Chris Jacke                                                                                     | 14                  | 20                  |
| 2                   | 1:11                | 9                   | 74                  | 5:59                | GB                  | Corrida de touchdown de 2 jardas de Brett Favre, Chris Jacke acerta o chute de ponto extra                                 | 14                  | 27                  |
|                     |                     |                     |                     |                     |                     | |                     |                     |
| 3                   | 3:27                | 7                   | 53                  | 3:25                | NE                  | Corrida de touchdown de 18 jardas de Curtis Martin, Adam Vinatieri acerta o chute de ponto extra                           | 21                  | 27                  |
| 3                   | 3:10                | —                   | —                   | —                   | GB                  | Touchdown de retorno de 99 jardas de Desmond Howard, conversão de dois pontos de Favre para Mark Chmura                    | 21                  | 35                  |
| Placar final        | Placar final        | Placar final        | Placar final        | Placar final        | Placar final        | Placar final | 21                  | 35                  |